# Eitweg

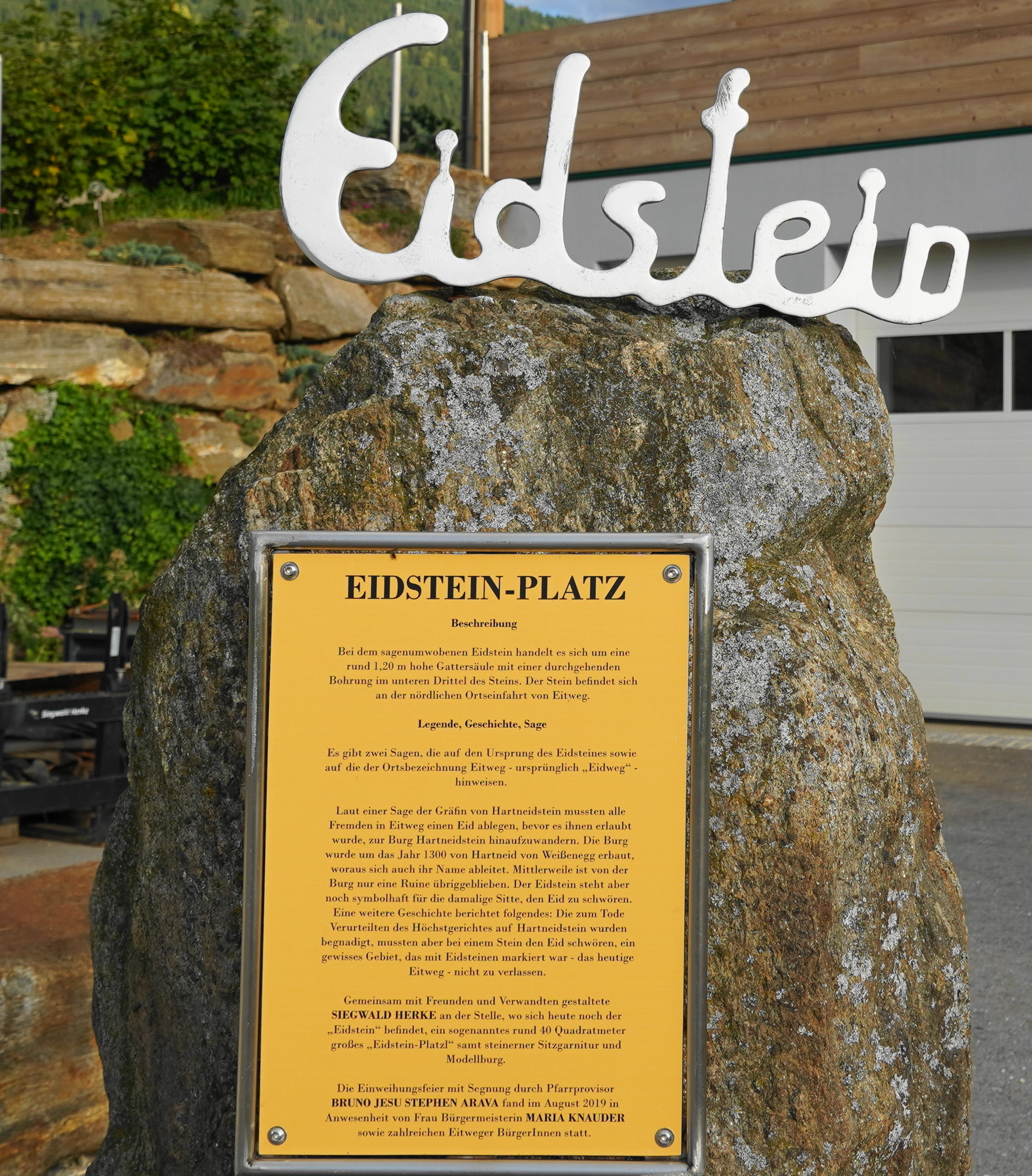
Eidstein

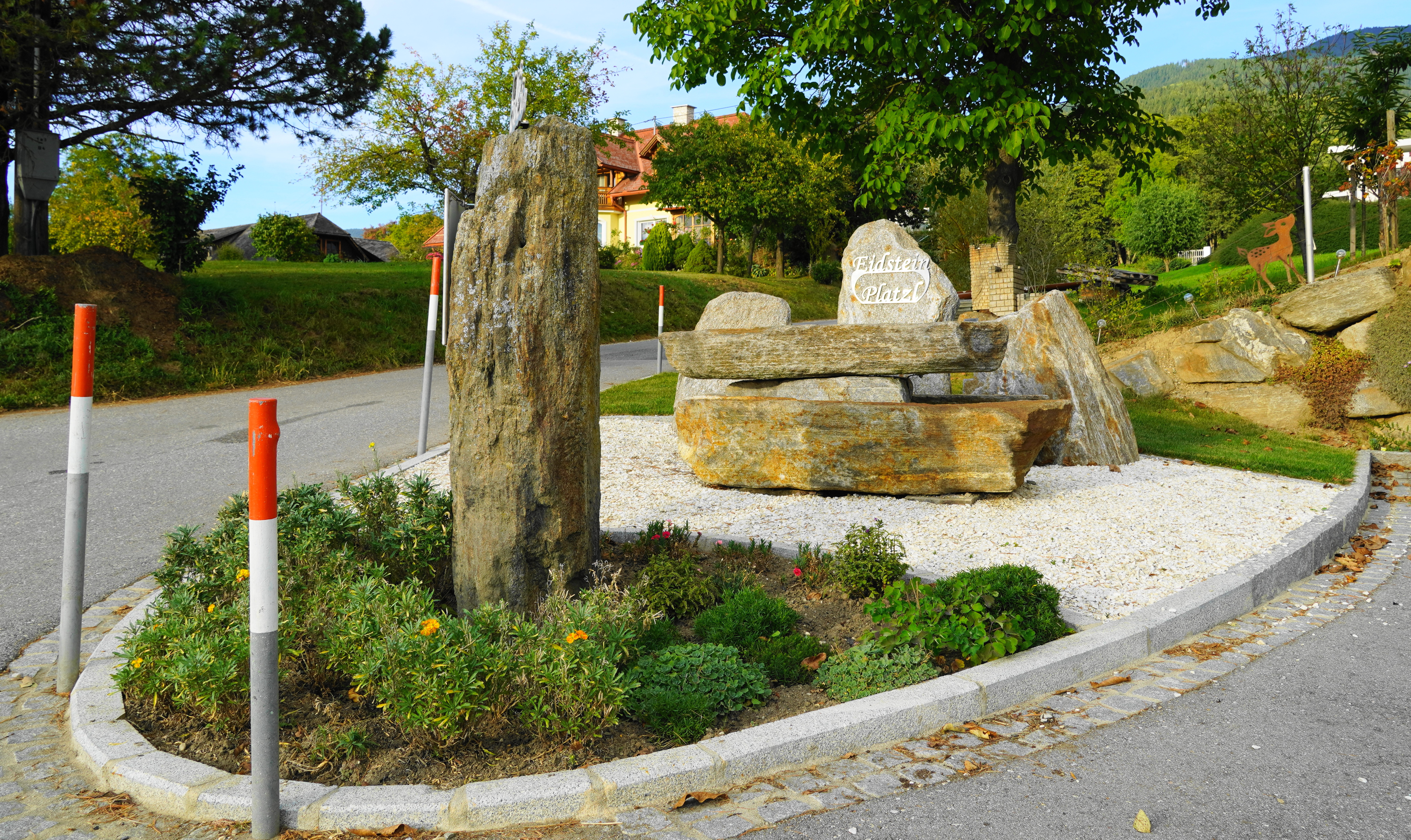
Eidstein Platz in Eitweg

Eitweg ist ein Dorf und Katastralgemeinde am Fuß der Koralpe in Kärnten. Die bis 1973 selbständige Gemeinde gehört heute zu St. Andrä. Eitweg hat 667 Einwohner (Stand 2001) und liegt etwa 5 km östlich der Ortschaft Sankt Andrä.
Der Name Eitweg (ursprünglich Eidweg) wurde dem Ort laut einer Sage durch die Gräfin von Hartneidstein gegeben: Fremde mussten einen Eid ablegen, bevor sie zur Burg hinaufwandern durften. Der Eidstein am Ortsrand von Eitweg zeugt heute noch von diesem Brauch.
Das „Eitweger Trio“ machte den Ort mit dem Lied „Zwischen Glockner und der Koralm“ (Komponist: Helmut Stippich sen.) über die Grenzen Kärntens hinaus bekannt.
Die Fußballmannschaft des 1976 gegründeten Sportvereins Eitweg spielt in der 1. Klasse D.  Im Tennissport ist der Ort durch den Tennisclub Eitweg vertreten. Seit 1968 besteht der Skiverein SC Eitweg.
In jedem Schaltjahr findet am Faschingsonntag der traditionelle Schimmel Umzug statt. Einmal jährlich wird in Eitweg die Lavanttal-Rallye ausgetragen.